# Fransum
Fransum (en groningois : Fraansum) est un hameau de la commune néerlandaise de Westerkwartier, situé dans la province de Groningue. 

## Géographie
Le hameau, qui comprend seulement une église et deux maisons, est situé près de Den Ham, à 8 km au nord de Groningue.

## L'église

### Architecture
Jusqu'aux fouilles menées en 1948, il était admis que l'édifice était d'origine. C'est une église à nef unique à 2 travées et un chœur trifolié, construite au début du XIIIe siècle, ce que l'on voit entre autres à l'arche originelle en anse de panier de l'entrée nord, comblée ultérieurement, et aux petites lésènes. La nef est la plus ancienne partie de l'édifice. Le chœur et la façade ouest sont d’époque plus récente. Certains indices dans l'appareillage tendent à prouver que le chœur était plus petit à l'origine, et qu'il a été remplacé par un mur droit, comme dans l'actuelle église de Hoogkerk. Il est également presque certain que l'église était à l'origine voûtée, mais l'on ignore à quel moment la couverture a été modifiée. Le chœur a été reconstruit, comme celui de l'église de Leegkerk, dans le deuxième quart du XVIe siècle et selon la même ordonnance, vraisemblablement après les déprédations menées sur les deux édifices au cours des faides saxonnes de la guerre de Gueldre. L'entrée et l'aile-ouest étaient percées de baies gothiques en arc brisé, comblées par la suite. Ces deux églises ont également en commun de posséder plusieurs contreforts bipartites autour du chœur.
L'église possède depuis 1809 un clocher, qui repose sur une charpente à entrais. Un mur a été aménagé ensuite autour, qui divise l'église entre la nef et la voûte en charpente. La construction du clocher est si particulière qu'elle nécessite un entretien régulier. Les cloches d'origine, coulées en 1704 par Mammes Fremy, ont été confisquées en 1942 par l'occupant allemand. Elle a été remplacée en 1999 par une cloche de 1958 provenant de l'Église Saint-Sauveur de Beverwijk. Depuis cette cloche est suspendue dans une lanterne octogonale aménagée à l'intérieur du clocheton.

### Intérieurs
L'église possède la plus vieille chaire en briques des Pays-Bas : elle remonte au XIVe ou au XVe siècle. Les fonts reposent sur un chapiteau gothique primitif en pierre naturelle. Autrefois, la chaire était peinte en motif de briques rouges à joints blancs. Depuis 1995, elle a été blanchie à la chaux. Son abat-voix de la chaire est actuellement conservé à l'Écomusée d'Arnhem.
Il y a dans le mur septentrional du chœur une niche à sacrements et dans le mur méridional une piscine.
Le mobilier de l'église consiste principalement en prie-Dieu en paille, qui vraisemblablement datent de la création du centre de méditation protestant dans les années 1950 et proviennent de l’église d'Aduard. La municipalité a conservé les chaises dans la salle haute de De Harmonie à Groningue jusque dans les années 1970. Depuis 1974, l'église possède un buffet d'orgue néo-baroque du type Fugato du facteur d'orgue Pels & Van Leeuwen de 1972. Une lampe à pétrole du XIXe siècle, offerte dans les années 1950 par la congrégation baptiste de Noordhorn, est accrochée au plafond.
Il y a dans l'église deux pierres tombales du XVe siècle et quelques épitaphes du XVIIe siècle.

## Histoire
L'église de Fransum se trouvait au milieu des terres de l'abbaye d'Aduard et donc elle en dépendait certainement : c'est pourquoi la paroisse ne put se développer en village. Après le siège de Groningue, lorsque les terres ecclésiastiques furent confisquées par la province, le village d'Aduard supplanta Fransum. L'église devint alors une « église provinciale », c'est-à-dire que la province prenait en charge son entretien. Elle fut réparée en 1646 puis en 1791 (lors de la dernière campagne de réparation, on changea les portes, entièrement délabrées). Les tuiles de la toitures formaient naguère l'inscription « 1809 » qui est certainement l'année où elle a été réparée.
Au Moyen Âge, l'église recevait aussi les fidèles du village de Den Ham, jusqu'à la scission des deux paroisses en 1555. Après le siège de Groningue, ce n'est qu'en 1606 qu'on regroupa Fransum avec la paroisse de Saint-Jacques de Feerwerd, puis avec Aduard. En 1611, l'église fut de nouveau rattachée à Den Ham, et la situation est inchangée depuis.
Vers 1843, la paroisse comptait encore 29 foyers, soit environ 170 fidèles. Les derniers membres de la paroisse partirent en 1909, regroupés avec la congrégation de Den Ham-Fransum, dépendant de l'église de Den Ham.
Fransum fait partie de la commune de Zuidhorn avant le 1er janvier 2019, date à laquelle celle-ci est rattachée à Westerkwartier.

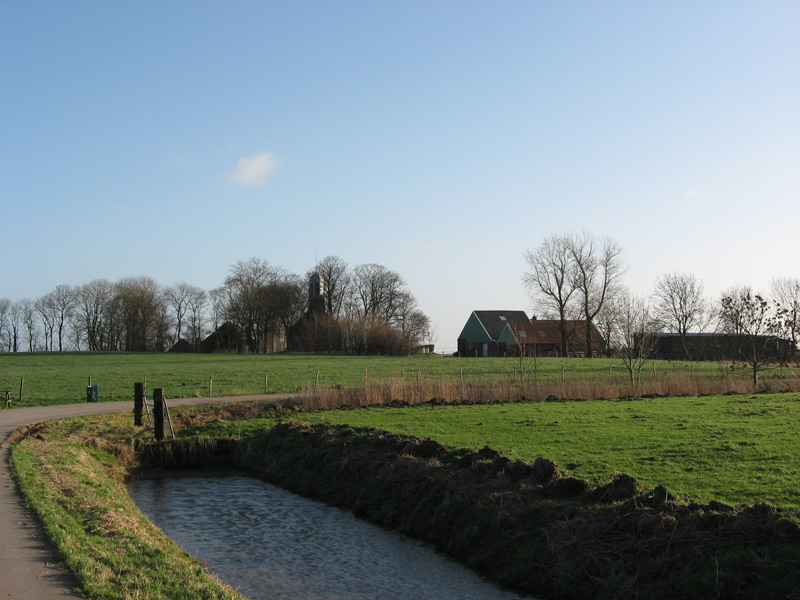
La colline et l'église vues de la route.
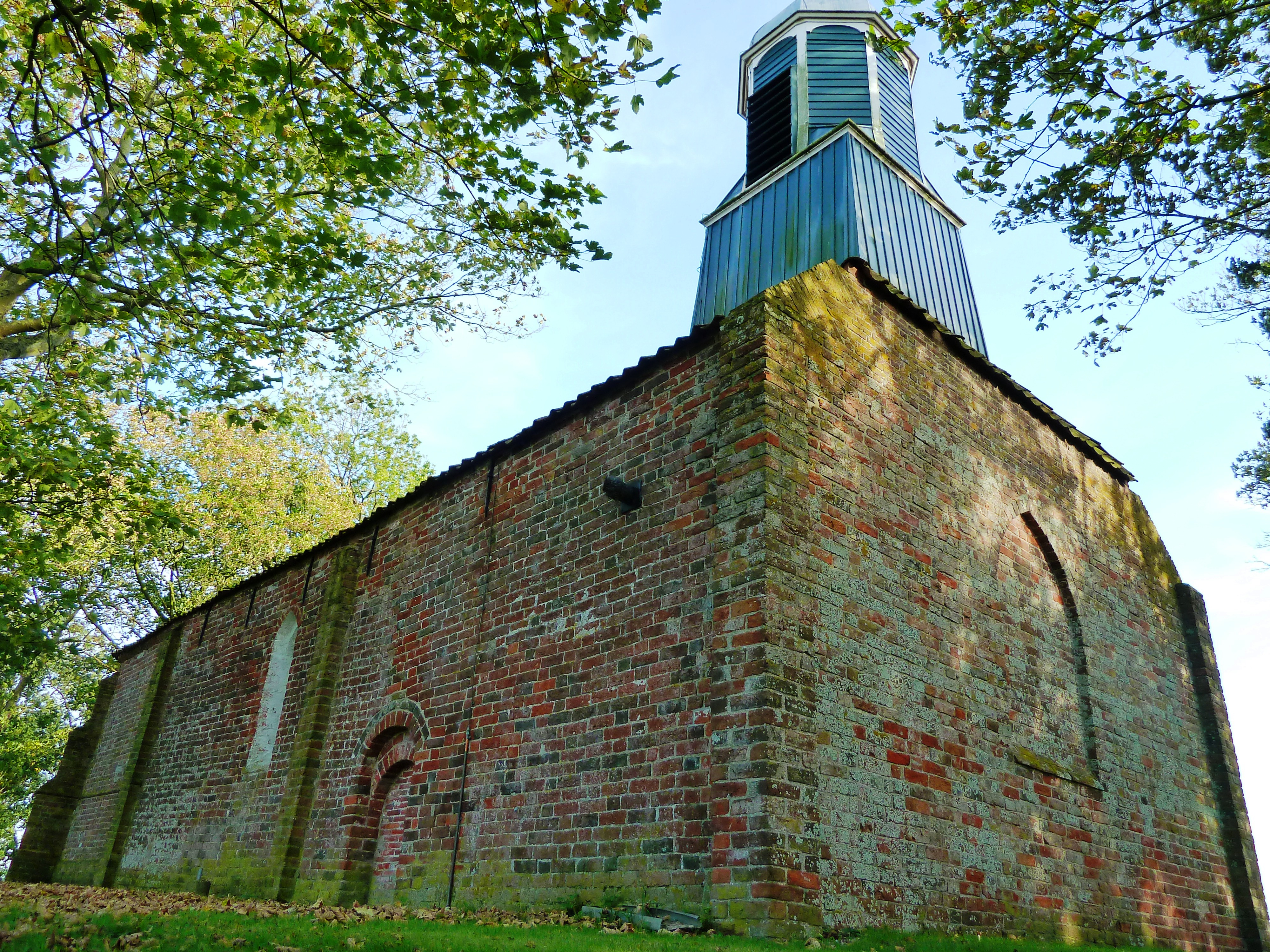
Le chœur
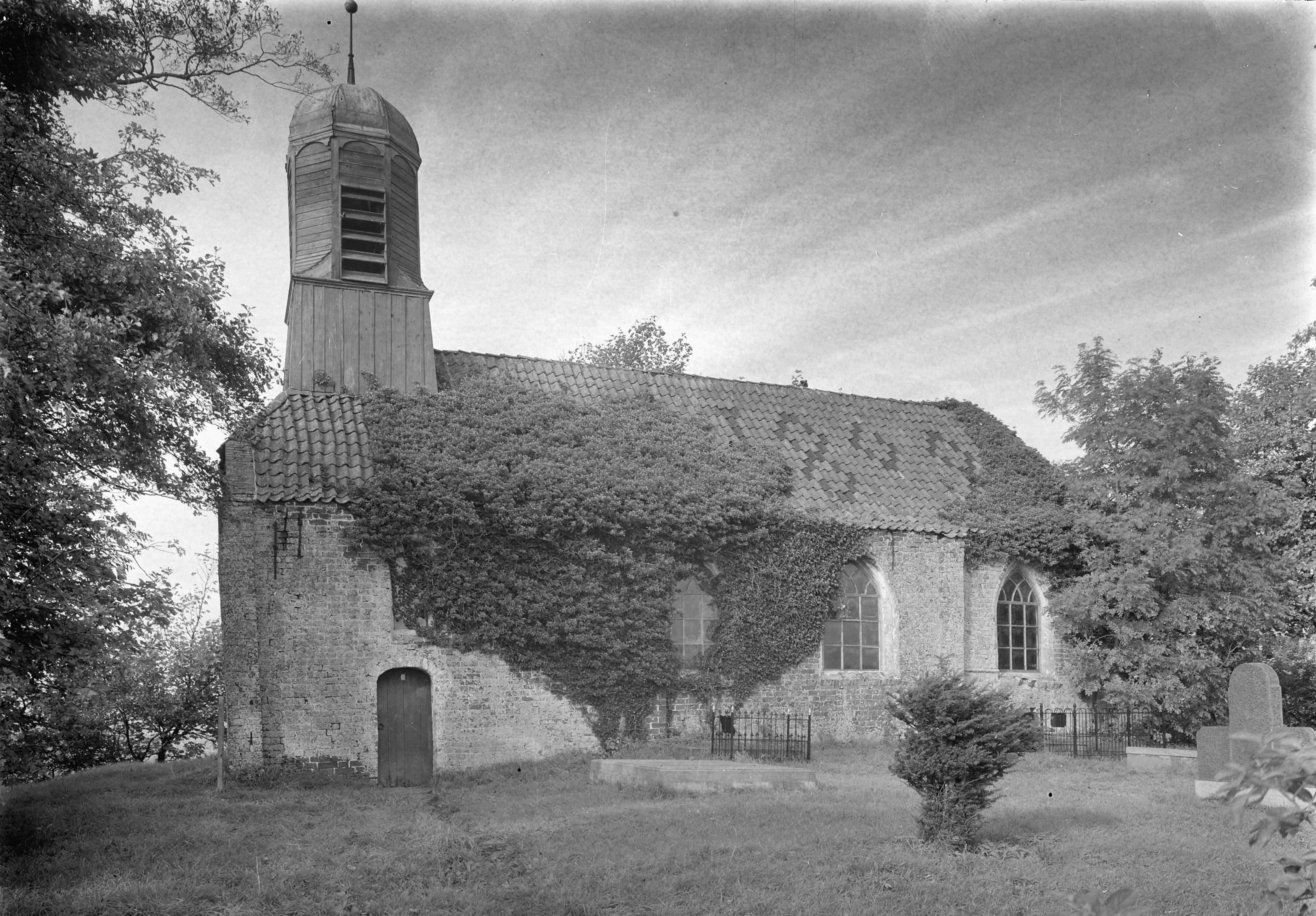
Aspect de l'église en 1941 : elle était alors couverte de végétation et l'on peut lire 1809 en tuiles de différentes couleurs sur la toiture.
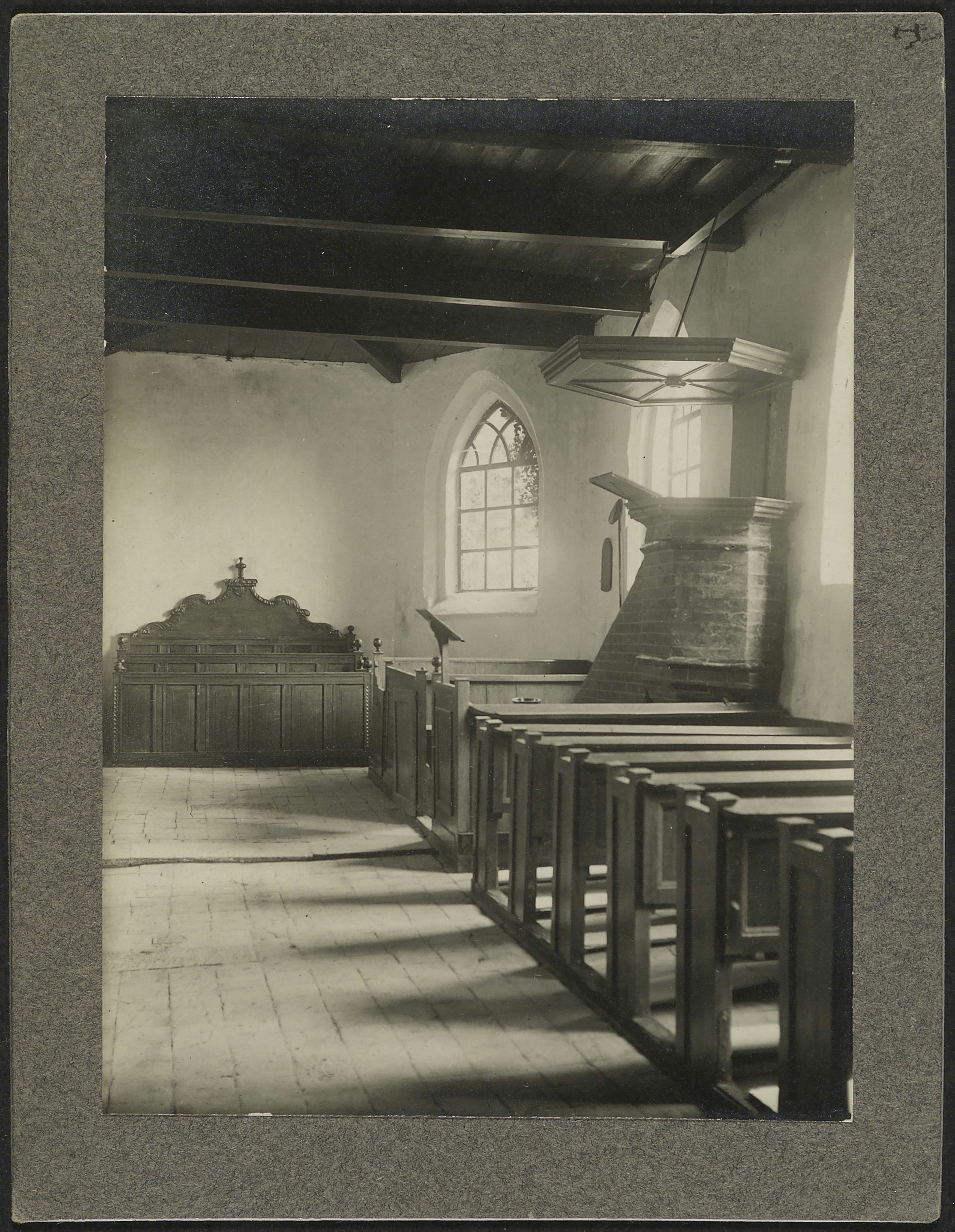
Intérieurs (1916)
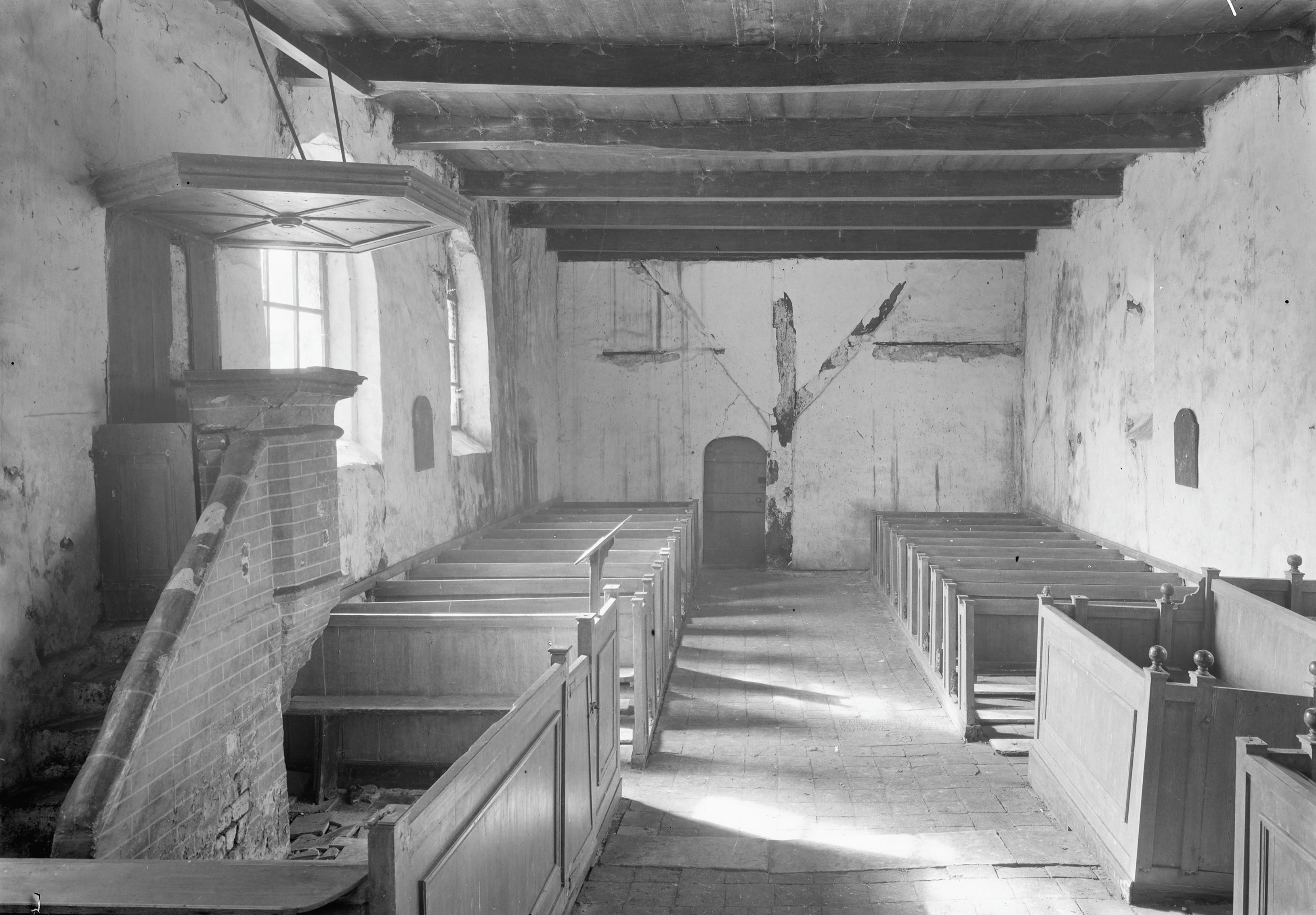
Intérieurs (1941). La chaire était peinte avec un motif de brique et possédait encore son abat-voix.
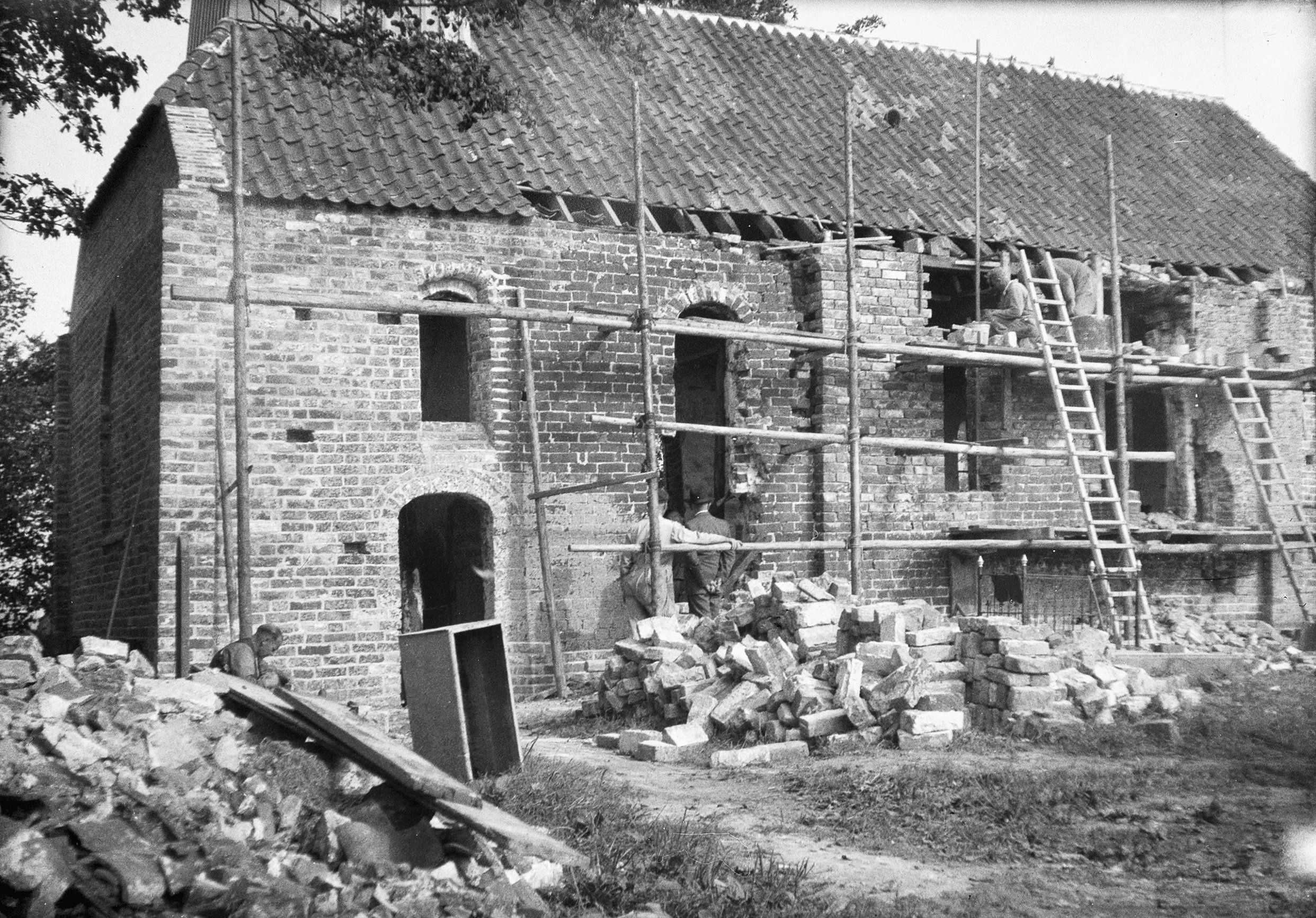
L'aide sud à l’époque des réparations (1949)
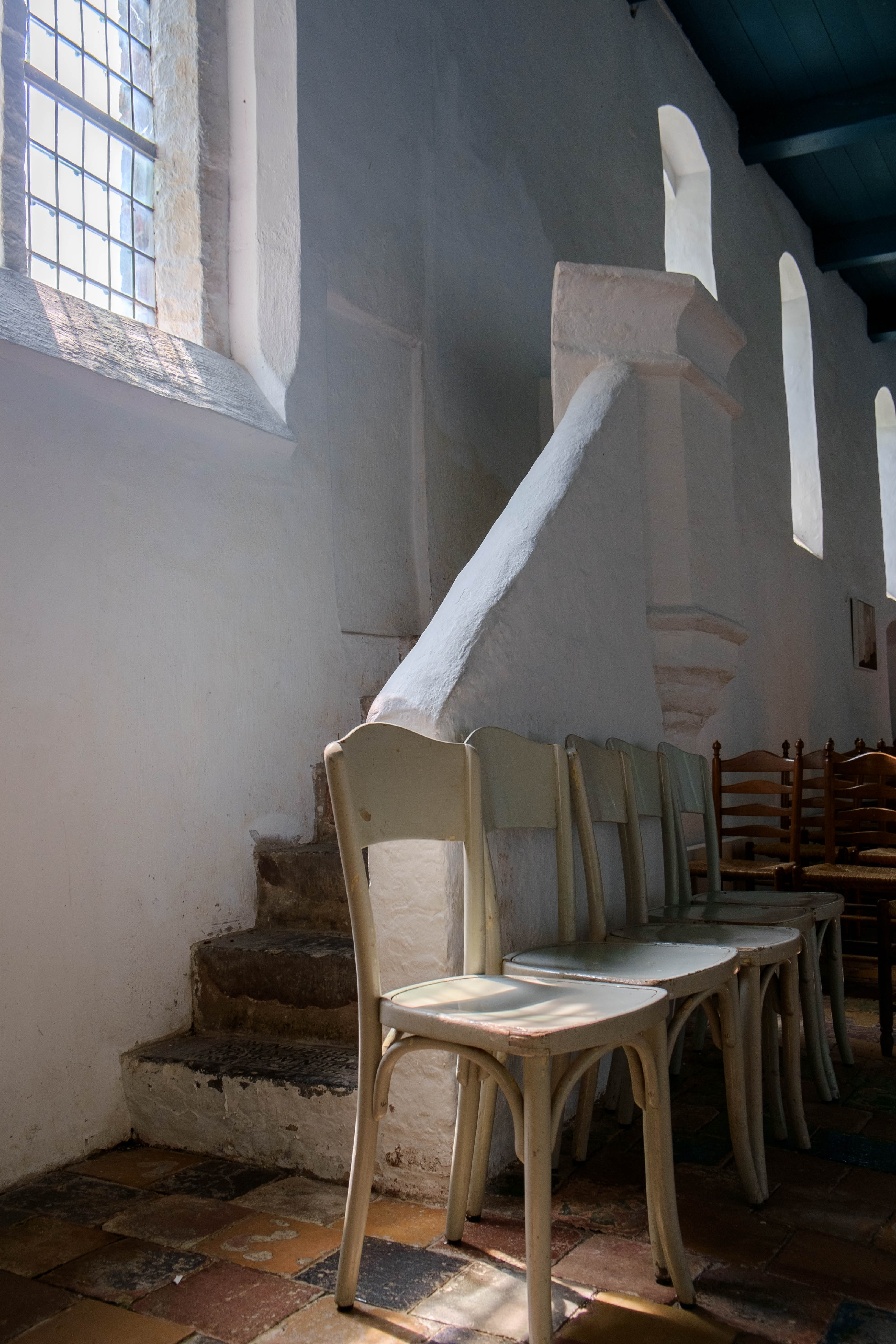
La chaire en maçonnerie de brique.
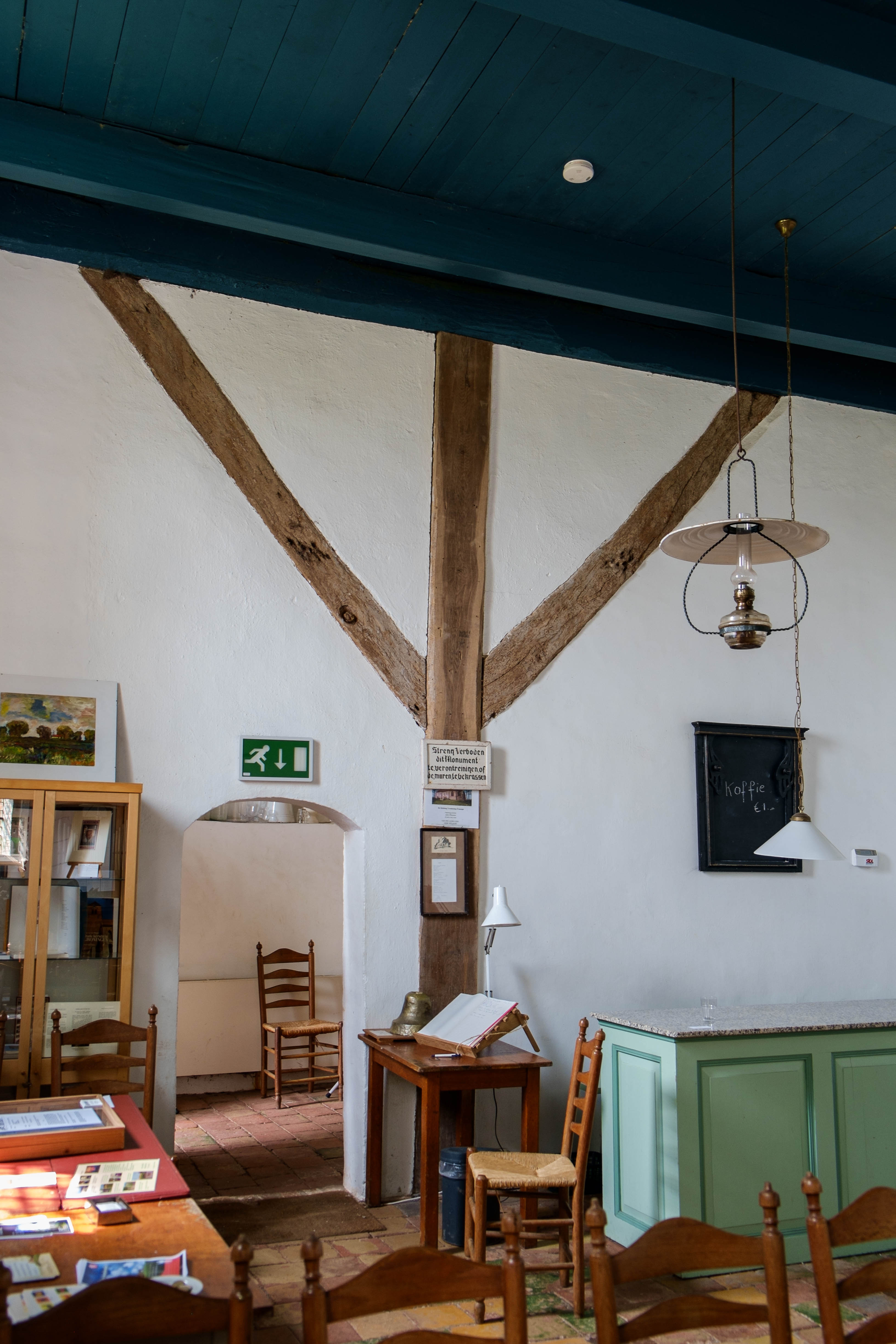
Charpente avec un panneau d'interdiction en lettres gothiques.

## Dans la culture
- Le poète C.O. Jellema lui a dédié une pièce intitulée Kerkje van Fransum

« ik zit in het gras
tussen jouw zerken, zo ben je het mooist:
dicht, van het uitblijvend antwoord de schrijn ».

## Source
- J. Meinema, (1997), Fransum: uit de geschiedenis van Fransum en zijn kerk. Onnen: 't Widde Vool. 31 p.